# Håkan Fleischer

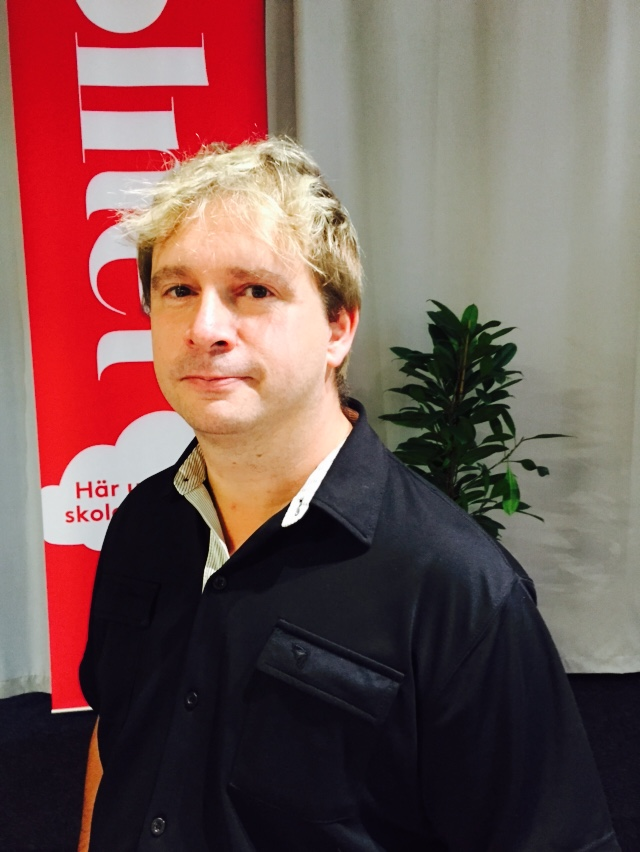
Håkan Fleischer på Bokmässan i Göteborg 2015

Håkan Fleischer, född 21 november 1974, är en svensk forskare och författare. Han disputerade år 2013 vid Högskolan i Jönköping med avhandlingen En elev – en dator. Kunskapsbildningens kvalitet och villkor i den datoriserade skolan. 
Fleischer var ledamot i forskningsnämnden Högskolan för lärande och kommunikation 2011-2012. 

## Vetenskapliga artiklar
- Fleischer, H. (2011). Towards  a  Phenomenological Understanding  of  Web  2.0 and Knowledge  Formation. Education Inquiry, 2(3), 535-549.
- Fleischer, H. (2012). What is Our Current Understanding of One-to-One Computer Projects. A Systematic Narrative Research Review. Educational Research Review. doi:10.1016/j.edurev.2011.11.004
- Ordqvist, A., Parsons, R., Leung, D., Dahlman, J., Falkmer, M., Fleischer, H., . . . Falkmer, T. (2013). Information and repetition change children’s visual strategies when viewing magic tricks with and without gaze cues. Perceptual & Motor Skills, 116(1), 144-162.
- Joosten, A., Girdler, S., Albrecht, M.A., Horlin, C., Falkmer, M., Leung, D., . . . Falkmer, T. (2014). Gaze and visual search strategies of children with Asperger syndrome/high functioning autism viewing a magic trick. Developmental neurorehabilitation(0), 1-8. [5]